# أنتوني أيه أليمو
أنتوني أيه أليمو (بالإنجليزية: Anthony A. Alaimo) (و. 1920 – 2009 م)هو محامي، وقاضي من الولايات المتحدة الأمريكية .